# 野田市立二川小学校
野田市立二川小学校（のだしりつふたかわしょうがっこう）は、千葉県野田市の関宿中部地区にある公立小学校。

## 概要

### 沿革
- 1873年1月28日 - 「桐ケ作小学校」創立。
- 1890年 - 桐ケ作村字久保1567番地に移転
- 1895年 - 「桐ケ作尋常小学校」と改称。
- 1908年 - 桐ケ作、壬午、東宝珠花の3小学校を合併し、「二川小学校」と改称。
- 1914年 - 桐ケ作塚の下に移転。
- 1915年 - 高等科を併設。「二川尋常高等小学校」と改称。
- 1935年 - 講堂新築。
- 1941年 - 国民学校令施行により「二川国民学校」と改称。
- 1945年 - 学制改革により「二川村立二川小学校」と改称。二川中学校と分離。
- 1955年 - 第二校舎改築。町村合併により「関宿町立二川小学校」と改称。
- 1958年 - 講堂改築。
- 1962年 - プール竣工。
- 1972年 - 創立百周年記念事業として校歌制定。
- 1974年 - 校地拡張。（東側4,554 m2）
- 1977年
  - 鉄筋コンクリート校舎（現第一校舎）竣工。
  - 千葉県教育功労者（団体）表彰受賞
- 1978年 - 千葉県教育委員会統計教育指定。
- 1980年 - 千葉県統計教育公開研究会実施。
- 1981年 - 鉄筋コンクリート校舎（現第二校舎）竣工。
- 1984年 - 関宿町立中央小学校（現在の野田市立関宿中央小学校）と分離。（東宝珠花、次木2、親野井2地区）
- 1988年
  - 屋内運動場竣工。
  - 旧給食センター解体。
- 1989年 - ヒマラヤ杉・二宮尊徳像移転。
- 1991年 - 千葉県教育委員会生徒指導推進地域 研究指定校公開研究会
- 1992年 - 創立120周年記念演奏会
- 1995年 - 文部省指定生活科教育推進校公開研究会
- 1996年 - 給食用保冷庫設置。
- 1997年 - 千葉県学校学校健康教育優良校表彰（給食）
- 1998年 - 山型雲梯校庭設置。
- 2000年 - 学童室設置。
- 2001年 - 第一校舎、第二校舎通路覆い設置。
- 2002年 - 完全学校週5日成実施
- 2003年 - 野田市と合併し、「野田市立二川小学校」と改称。
- 2004年 - 管理規則改正により二学期制実施。
- 2005年 - つどいの広場開設。
- 2007年 - つどいの広場移転に伴い学童室増設。
- 2010年 - 野田市指定 国語科公開研究会。
- 2011年 - 文部科学省、日本体育協会「スポーツ選手活用体力向上事業」開催。
- 2013年 - 千葉県学力向上（「学力・学習状況」検証事業）研究指定。
- 2015年
  - 第2校舎耐震工事完了。
  - ボトムアップ研修公開。
- 2018年 - 千葉県教育委員会道徳教育推進校指定、公開研究会。

## 学校教育目標
意欲を持って自分をみがくたくましい子

## 部活動
運動部

## 主な行事
- 4月 - 始業式・入学式・1年生を迎える会
- 5月 - 運動会
- 6月 - 市内陸上競技大会・校外学習（2年）・校外学習（3年）
- 7月 - 林間学校（5年）・夏季休業
- 9月 - 修学旅行（6年）・校外学習（1年）
- 10月 - 前期終業式・後期始業式・校外学習（4年）
- 11月 - コーラスフェスタ・校内マラソン大会
- 12月 - 校外学習（6年）・冬季休業
- 1月 - 校内席書会・校外学習（5年）
- 2月 - 縄跳び大会・卒業を祝う会
- 3月 - 卒業式・修了式

## 生徒数・学級数・校長
- 生徒数 - 359人（2024年現在）
  - 1年 43人
  - 2年 58人
  - 3年 63人
  - 4年 62人
  - 5年 60人
  - 6年 57人
  - 特別支援学級（学年混成） 16人
- 学級数 - 16クラス
- 1年 2クラス
- 2年 2クラス
- 3年 2クラス
- 4年 2クラス
- 5年 2クラス
- 6年 2クラス
- 特別支援学級（学年混成） 2クラス
- 校長 - 中澤清人

## アクセス
- まめバス(1)関宿城ルート「二川郵便局前」下車徒歩2分。